# Timothy Patrick Murphy
Timothy Patrick Murphy (3 de novembro de 1959 – 6 de dezembro de 1988) foi um ator americano, talvez mais conhecido por seu papel como Mickey Trotter na popular soap opera do horário nobre da CBS, Dallas de 1982 a 1983.

## Carreira
Murphy começou sua carreira de ator ainda adolescente em diversos comerciais de televisão e a partir daí passou a atuar na minissérie Centennial de 1978. Além de seu papel em Dallas, ele passou mais de um ano interpretando um jovem vigarista na soap drama diurna da CBS Search for Tomorrow, e também teve um papel regular no drama de curta duração do horário nobre da ABC de 1984, Glitter. Além disso, apareceu em episódios dos programas de televisão Quincy, M.E., CHiPs, Teachers Only, Hotel, The Love Boat e Hunter.
Ele apareceu no filme de 1981 The Bushido Blade. Um dos papéis mais importantes de Murphy foi no longa-metragem Sam's Son, de 1984, a biografia cinematográfica do início da vida do ator Michael Landon, no qual ele interpretou o personagem Gene Orowitz (o jovem Landon).
Em 1984 ele ganhou o Young Artist Award de Melhor Jovem Ator (Convidado) em Série de TV por seu trabalho em The Love Boat.

## Vida pessoal e morte
Murphy era gay e teve um relacionamento romântico com o ator Mark Patton durante a década de 1980.
Murphy morreu de AIDS em 6 de dezembro de 1988, em Sherman Oaks, Califórnia, aos 29 anos, e foi enterrado no Forest Lawn, Hollywood Hills Cemetery, em Los Angeles.
Seu irmão mais novo, o ator Patrick Sean Murphy (nascido em 29 de janeiro de 1965), foi morto na Torre Norte do World Trade Center durante os ataques de 11 de setembro de 2001. Ele tinha 36 anos.

## Filmografia
| Ano     | Título                     | Personagem                | Notas                                                |
| ------- | -------------------------- | ------------------------- | ---------------------------------------------------- |
| 1978    | The Paper Chase            | Michael Burch             | Episódio: "Nancy"                                    |
| 1978    | Centennial                 | Christian Zendt           | Minissérie de TV; Episódio: "The Longhorns"          |
| 1979    | The Seekers                | Jarod Kent                | Minissérie de TV                                     |
| 1979    | The Love Boat              | Terry Gibson              | Episódio: "Too Young to Love"                        |
| 1980–81 | Search for Tomorrow        | Spencer Langley           | Episódios desconhecidos                              |
| 1980    | A Time for Miracles        | Will                      | Telefilme                                            |
| 1981    | The Bushido Blade          | Guarda-marinha Robin Burr | Longa-metragem                                       |
| 1982    | CHiPs                      | Alex                      | Episódio: "In the Best of Families"                  |
| 1982    | Teachers Only              | Jeremy                    | Episódio: "Quote, Unquote"                           |
| 1982    | Quincy, M.E.               | Nick Stadler              | Episódio: "The Mourning After"                       |
| 1982–83 | Dallas                     | Mickey Trotter            | Elenco principal (27 episódios)                      |
| 1983    | The Love Boat              | Kent Holden               | Episódio: "So Help Me Hannah"                        |
| 1983    | The Love Boat              | David                     | Episódio: "Bricker's Boy"                            |
| 1984    | Sam's Son                  | Gene Orowitz              | Longa-metragem                                       |
| 1984    | With Intent to Kill        | Drew Lanscott             | Telefilme                                            |
| 1984    | Hotel                      | Andy / Kevin Walker       | Episódios: "Tomorrows" / "Final Chapters"            |
| 1984–85 | Glitter                    | Chip Craddock             | Elenco principal (14 episódios)                      |
| 1985    | The Love Boat              | Curtis Williams           | Episódios: "A Gentleman of Discretion" (Parts 1 & 2) |
| 1986    | Hunter                     | Jeffery Wyatt             | Episódio: "True Confessions"                         |
| 1988    | Doin' Time on Planet Earth | Jeff Richmond             | Longa-metragem (último papel no cinema)              |